# Sofia Exarchou
Sofia Exarchou (griechisch Σοφία Εξάρχου, * 1979 in Athen) ist eine griechische Filmregisseurin und Drehbuchautorin.

## Leben
Sofia Exarchou wurde in Athen geboren. Sie studierte Elektrotechnik an der dortigen Polytechnischen Hochschule und Filmregie an der Stavrakos Film School und nahm auch Schauspielunterricht am Stella Adler Studio of Acting in New York. Zudem absolvierte sie ein Filmstudium an der École Supérieure d’Audiovisuel in Toulouse.
Seit 2004 arbeitet sie als Regieassistentin für Spielfilme und Werbespots. Nachdem sie bei zwei Kurzfilmen, Distance und dem preisgekrönten Mesecina, Regie führte und auch das Drehbuch schrieb, nahm sie 2014 am Sundance Screenwriters Lab und am Directors Lab teil. Park, der im September 2016 im Rahmen des Toronto International Film Festivals seine Premiere feierte, ist ihr erster Spielfilm. Die Premiere ihres zweiten Films Animal erfolgte im August 2023 beim Locarno Film Festival, wo er im Wettbewerb um den Goldenen Leoparden konkurrierte.
Im Frühjahr 2020 war Exarchou Teilnehmerin des Cannes Cinéfondation Atelier. Im Mai 2024 wurde sie Mitglied der European Film Academy.

## Filmografie
- 2006: Apostasi (Kurzfilm)
- 2009: Mesecina (Kurzfilm)
- 2016: Park
- 2023: Animal

## Auszeichnungen
Créteil International Women’s Film Festival
- 2017: Auszeichnung als Bester Erstlingsfilm (Special Mention für Park)

Festival Internacional de Cine de San Sebastián
- 2016: Nominierung als Wettbewerbsfilm (Park)
- 2016: Auszeichnung mit dem Premio Kutxa-Nuevos Directores (Park)

Internationales Filmfestival Karlovy Vary
- 2015: Auszeichnung mit dem Works-in-Progress Prize (Park)

Internationales Filmfestival von Stockholm
- 2016: Nominierung für das Bronzene Pferd in der Kategorie Bester Film (Park)

San Francisco International Film Festival
- 2017: Nominierung für den Golden Gate Award New Directors Prize – Narrative films (Park)

São Paulo International Film Festival
- 2023: Nominierung im New Directors Competition (Animal)[6]

Toronto International Film Festival
- 2016: Nominierung als Bester Film für den International Critics’ Award (Park)